# 아리타촌 (와카야마현)
아리타촌(有田村)은 와카야마현 니시무로군에 있던 촌이다. 현재의 니시무로군 구시모토정의 중부에 해당한다.

## 역사
- 1889년 4월 1일 - 정촌제 시행에 의해 3개촌의 구역을 가지고 니시무로군 아리타촌이 성립하였다.
- 1955년 7월 2일 - 시오노미사키촌, 아리타촌, 다나미촌, 와부카촌과 합병해 새로운 구시모토정이 성립하여 동일 아리타촌은 폐지되었다.

## 교통

### 철도
- 일본국유철도
  - 기세이 본선

### 도로
- 국도 제170호선 (현 국도 제42호선)

## 참고문헌
- 角川日本地名大辞典 30 和歌山県